# Předseda vlády Albánie
Předseda vlády Albánie (albánsky Kryeministri i Shqipërisë), oficiálně předseda vlády Albánské republiky (albánsky Kryeministri i Republikës së Shqipërisë), je hlavou vlády Albánie a nejsilnější a nejvlivnější osobou v albánské politice. Úřad byl zřízen 4. prosince 1912, pár dní po vyhlášení nezávislosti Albánie.
Předsedu vlády jmenuje prezident a na jeho návrh jmenuje ostatní členy vlády. Předseda vlády je zodpovědný za sestavení vlády (rady ministrů), kontroluje činnost jednotlivých ministerstev a reprezentuje zemi navenek. Oficiální pracoviště předsedy vlády se nachází v hlavním městě Tiraně. Od září 2013 je předsedou vlády Edi Rama ze Socialistické strany Albánie.